# Canthigaster leoparda
Canthigaster leoparda, tên thông thường là cá nóc báo, là một loài cá biển thuộc chi Canthigaster trong họ Cá nóc. Loài này được mô tả lần đầu tiên vào năm 1979.

## Phân bố và môi trường sống
C. leoparda có phạm vi phân bố rải rác ở vùng biển Tây Thái Bình Dương. Loài này được tìm thấy tại: quần đảo Maluku và Bali (Indonesia); Trung Philippines; Guam; đảo Giáng Sinh (ở đông nam Ấn Độ Dương); quần đảo Cook. C. leoparda được tìm thấy ở xung quanh các rạn san hô và trong các hang động ở độ sâu khoảng từ 30 đến 100 m.

## Mô tả
C. leoparda trưởng thành có kích thước tối đa được ghi nhận là khoảng 7,5 cm. Cơ thể của loài cá này có màu trắng nhạt với những đốm màu nâu ở hai bên thân. Vùng trên của đầu và thân màu vàng với các đường vân màu xanh lam. Vùng thân dưới với những đốm nhỏ màu xanh lam nhạt. Xung quanh mắt tỏa ra các vệt màu vàng và xanh lam. Vây đuôi màu nâu nhạt.
Số gai ở vây lưng: 0; Số tia vây mềm ở vây lưng: 8 - 9; Số gai ở vây hậu môn: 0; Số tia vây mềm ở vây hậu môn: 9; Số tia vây mềm ở vây ngực: 16 - 18.
Cũng như những loài cá nóc khác, C. leoparda có khả năng sản xuất và tích lũy các độc tố như tetrodotoxin và saxitoxin trong da, tuyến sinh dục và gan. Mức độ độc tính khác nhau tùy theo từng loài, và cũng phụ thuộc vào khu vực địa lý và mùa.
Thức ăn của C. leoparda rất đa dạng, bao gồm các loài động vật giáp xác và động vật thân mềm.